# 유넵엔젤
유넵엔젤(UNEP Angel)은 유엔 산하 환경기구인 유엔 환경 계획(UNEP; United Nations Environment Programme)의 아시아, 태평양 지역의 유일한 국가 위원회인 한국위원회의 전국대학생연합이다. 2001년 3월 탄생하여 2017년 하반기 기준으로 28기까지 활동 중이다.

## 구성

### 목적
환경, 국제연대, 젊음, 문화가 유넵엔젤의 기본 이념이다. 이 기본이념과 지속 가능한 발전을 위한 유넵 한국위원회의 친환경적 이념 아래에서 유넵엔젤의 활동 프로그램(Eco-activity)을 전개하여서 각자의 실천의지 향상과 각 대학의 캠퍼스 지성인들의 환경 마인드 구축에 일조하는 계몽활동을 추구한다.

### 연혁
- 2001년 3월 UNEP 한국위원회 산하 대학생 자원봉사단체로서 설립
- 2004년 9월 UNEP 한국위원회 산하 전국 대학생 환경연합으로 출범
- 2007년 3월 소모임 개편을 통한 부서로의 전환 및 부서체제 도입
- 2007년 9월 지역지부체제 도입
- 2010년 11월 제 5회 환경 세미나 'Water & Oil' 개최
- 2016년 3월 기준으로 25기까지 전국 100여개 대학 6,006명의 누적 회원수를 기록하고 있다.

### 조직
2016년 기준으로 회장과 1명과 부회장 2명 아래 지식개발부, 편집부, 홍보부, 대외협력부 등 4개의 중앙부서와 전국적으로는 서울 A, 서울 B, 서울 C, 충남, 충북, 전북, 광주, 대구, 울산, 부산 등 10 지역 지부로 나뉘어서 전국적인 연합을 형성하고 있다.

## 주요활동
매년 UN이 지정한 기념일인 지구의 날, 세계 환경의 날, 오존층 국제 보존의 날에 거리 캠페인을 벌인다.

이외에도 각 지부별로 여수청정바다캠페인, 초록장터, 식목일 행사, GMF(Grand Mint Festival)참여, 에코투어 등의 행사를 진행한다.

### 모집 과정
새로운 유넵엔젤 회원 모집기간은 대학교 매 학기가 시작하는 직전 달인 2월과 8월에 한다. 선발은 전국 7개 지부의(원래는 10개였으나 울산지부는 사라지고 서울C지부는 서울A지부와 서울B지부로 나뉘었다. 충북지부와 충남지부는 통합됨) 1명의 지부장과 2명의(가끔씩 1명일때도 있다.) 부지부장으로 이루어진 지부장단이 1차 서류전형과 2차 면접을 통해서 선발하며, 각 지부별로 20명 내외를 선발한다. 이후 전국의 새로운 엔젤 회원이 한 자리에 모여서 활동 의지를 다지는 발대식에 의무적으로 참여해야 하고, 월 3,000원의 후원금 납부를 통하여 유넵 한국 위원회의 정식 후원자 자격을 취득하면 된다.

### 특전
유넵 한국 위원회가 유넵엔젤로서 활동비의 일정 부분을 지급해 주는 것 이외에도, 위원회가 인정하는 활동에 참여하면 유넵 한국 위원회가 발급하는 활동 증명서를 받을 수 있다. 뿐만 아니라 유넵엔젤 회원은 독일의 세계적인 제약회사 바이엘의 환경 대사(BYEE; Bayer Young Environmental Envoy)와 한국DMZ평화생명동산 교육프로그램에 지원 할 수 있는 자격요건이며, 위원회가 주관하는 각종 활동과 인턴 활동 등에 우선적으로 참여 할 수 있다.

## 같이 보기
- 유엔 환경 계획
- 유엔 환경 계획 한국위원회
- 툰자 세계 어린이·청소년 환경회의